# امهرست (نیویورک)
امهرست (به انگلیسی: Amherst) شهرکی در بخش اری (به انگلیسی: Erie County) در  نیویورک در ایالات متحده آمریکا است. طبق سرشماری سال ۲۰۱۰، جمعیت آن ۱۲۲٫۳۶۶ بوده‌است و این آمار افزایش ۵ درصدی را نسبت به سال ۲۰۰۰ نشان می‌دهد.